# Even the Devil Believes
Even the Devil Believes è il tredicesimo album in studio del gruppo musicale statunitense Stryper, pubblicato il 4 settembre 2020 dalla Frontiers Records.

## Tracce
1. Blood from Above – 3:21
2. Make Love Great Again – 5:53
3. Let Him In – 3:52
4. Do Unto Others – 4:39
5. Even the Devil Believes – 4:35
6. How to Fly – 4:09
7. Divider – 3:30
8. This I Pray – 4:29
9. Invitation Only – 3:32
10. For God & Rock 'N' Roll – 4:06
11. Middle Finger Messiah – 4:21

## Formazione
- Michael Sweet – voce, chitarra
- Oz Fox – chitarra, cori
- Perry Richardson – basso, cori
- Robert Sweet – batteria, cori